# Liste der Biografien/Mank
Liste der Biografien |
Portal Biografien |
Personensuche
# |
A |
B |
C |
D |
E |
F |
G |
H |
I |
J |
K |
L |
M |
N |
O |
P |
Q |
R |
S |
T |
U |
V |
W |
X |
Y |
Z |
?
 
Ma |
Mb |
Mc |
Md |
Me |
Mf |
Mg |
Mh |
Mi |
Mj |
Mk |
Ml |
Mm |
Mn |
Mo |
Mp |
Mq |
Mr |
Ms |
Mt |
Mu |
Mv |
Mw |
Mx |
My |
Mz
 
Maa |
Mab |
Mac |
Mad |
Mae |
Maf |
Mag |
Mah |
Mai |
Maj |
Mak |
Mal |
Mam |
Man |
Mao |
Map |
Maq |
Mar |
Mas |
Mat |
Mau |
Mav |
Maw |
Max |
May |
Maz
 
Mana |
Manb |
Manc |
Mand |
Mane |
Manf |
Mang |
Manh |
Mani |
Manj |
Mank |
Manl |
Mann |
Mano |
Manp |
Manq |
Manr |
Mans |
Mant |
Manu |
Manv |
Manw |
Many |
Manz
Die Liste der Biografien führt alle Personen auf, die in der deutschsprachigen Wikipedia einen Artikel haben. Dieses ist eine Teilliste mit 58 Einträgen von Personen, deren Namen mit den Buchstaben „Mank“ beginnt.

## Mank
- Mank, Dieter (* 1950), deutscher Journalist
- Mank, Klaus (1944–2020), deutscher Fußballspieler, -trainer und -funktionär
- Mank, Maritna, deutsche Schauspielerin
- Mank, Nora (1935–2017), deutsche Balletttänzerin

### Manka
- Manka, Foday Jibani (1942–2014), gambischer Politiker
- Maňka, Vladimír (* 1959), slowakischer Politiker, Mitglied des Nationalrats, MdEP
- Mankad, Harsh (* 1979), indischer Tennisspieler
- Mankan, Yasin (* 2006), österreichischer Fußballspieler

### Mankd
- Mānkdīm Schaschdīw († 1034), muʿtazilitischer Theologe

### Manke
- Manke, Eckart, deutscher Dirigent und Pianist
- Manke, Marion (* 1955), deutsche Volleyballspielerin
- Manke, Matthias (* 1968), deutscher Archivar und Historiker
- Manke, Matthias (* 1974), deutscher Arzt und BuchautorMatthias Manke (* 1974)

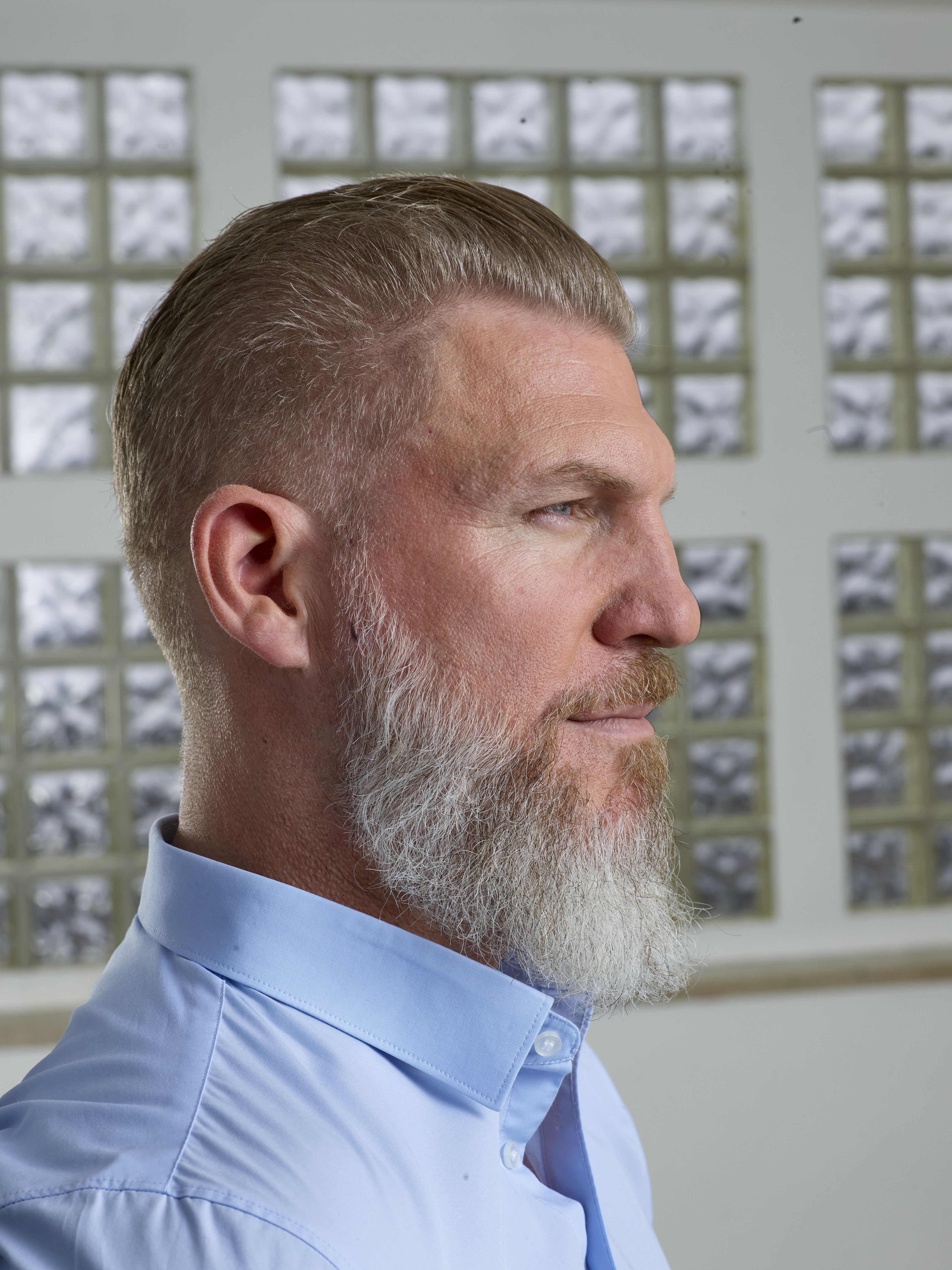
Matthias Manke (* 1974)

- Manke, Sabine (* 1970), deutsche Schauspielerin, Hörspiel- und Synchronsprecherin
- Manke, Stephan (* 1967), deutscher Jurist, Ministerialbeamter und Politiker (SPD)
- Mankel, Gustav (1907–1987), deutscher Komponist und Liederdichter
- Mankel, Johan Herman (1763–1835), schwedischer Organist, Komponist und Instrumentenbauer deutscher Herkunft
- Mankel, Yves (* 1970), deutscher Rennrodler
- Mankell, Carl Abraham (1802–1868), schwedischer Komponist
- Mankell, Gustaf Adolf (1812–1880), schwedischer Organist und Komponist
- Mankell, Henning (1868–1930), schwedischer Komponist
- Mankell, Henning (1948–2015), schwedischer Schriftsteller und TheaterregisseurHenning Mankell (1948–2015)

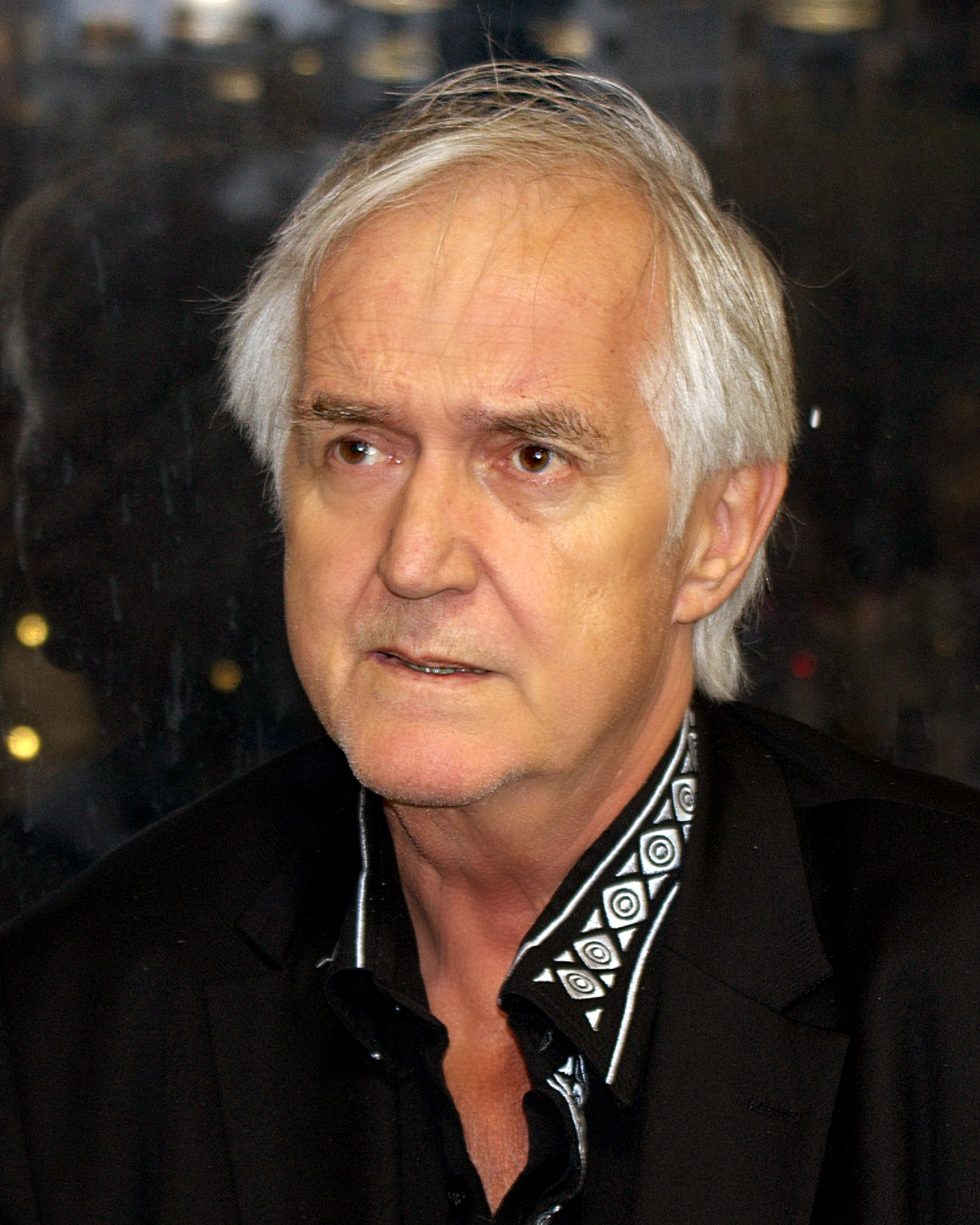
Henning Mankell (1948–2015)

- Mankell, Julius (1828–1897), schwedischer Offizier, Politiker, Mitglied des Riksdag und Militärhistoriker
- Mänken, Ernst Wilhelm, deutscher Journalist und Autor von Sachbüchern
- Manker, Gustav (1913–1988), österreichischer Bühnenbildner, Regisseur und Theaterdirektor
- Manker, Paulus (* 1958), österreichischer Schauspieler, Film- und Theaterregisseur sowie Autor und Drehbuchautor
- Manker, Tina (* 1989), deutsche Ruderin
- Mankertz, Pia (* 1990), deutsche Basketballspielerin
- Mankes, Jan (1889–1920), niederländischer Maler und Zeichner

### Manki
- Mankiewicz, Ben (* 1967), US-amerikanischer Moderator und Aktivist
- Mankiewicz, Don (1922–2015), US-amerikanischer Drehbuchautor und Buchautor
- Mankiewicz, Henriette (1852–1906), österreichische Kunststickerin
- Mankiewicz, Herman J. (1897–1953), deutsch-US-amerikanischer Hollywood-Drehbuchautor
- Mankiewicz, Joseph L. (1909–1993), US-amerikanischer Filmregisseur
- Mankiewicz, René (1905–1993), deutsch-französisch-kanadischer Jurist
- Mankiewicz, Tom (1942–2010), US-amerikanischer Drehbuchautor und Filmregisseur
- Mankiewiczówna, Tola (1900–1985), polnische Sängerin und Schauspielerin
- Mankiewitz, Paul (1857–1924), deutscher Bankier
- Mankijew, Nasir Junusowitsch (* 1985), russischer Ringer inguschischer Nationalität
- Mankiller, Wilma (1945–2010), indianische Schriftstellerin und Feministin
- Mankin, Helen Douglas (1896–1956), US-amerikanische Politikerin
- Mankin, Paul A. (* 1924), deutsch-amerikanischer Romanist und Hochschullehrer
- Mankin, Walentin Grigorjewitsch (1938–2014), sowjetischer Segelsportler
- Mankins, Logan (* 1982), US-amerikanischer Footballspieler
- Mankiw, N. Gregory (* 1958), US-amerikanischer ÖkonomN. Gregory Mankiw (* 1958)

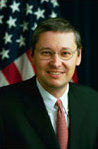
N. Gregory Mankiw (* 1958)

### Manko
- Manko, Igor Iwanowitsch (* 1963), sowjetischer und russischer Chorleiter
- Mankoč, Peter (* 1978), slowenischer Schwimmer
- Mankofsky, Isidore (1931–2021), US-amerikanischer Kameramann
- Mankow, Ilja Sergejewitsch (* 2003), russischer Skispringer
- Mankowitz, Gered (* 1946), britischer Fotograf
- Mankowitz, Wolf (1924–1998), britischer Drehbuchautor
- Mańkowska, Klementyna (1910–2003), polnische Widerstandskämpferin und Agentin
- Mankowski, Alexander (* 2000), deutscher Fußballspieler
- Mankowski, Napoleon Xaver von (1836–1888), polnischer Rittergutsbesitzer und Politiker, MdR
- Mankowski, Peter (1966–2022), deutscher Rechtswissenschaftler
- Mankowski, Pierre (* 1951), französischer Fußballer und Trainer

### Manku
- Mankuma, Blu (* 1948), US-amerikanischer Schauspieler
- Mankunku, Winston (1943–2009), südafrikanischer Jazzsaxophonist